# Дом там, где сердце
«Дом там, где сердце» — кинофильм режиссёра Джона Бурмена, снятый в 1990 году.

## Сюжет
У Стюарта МакБейна, владельца «Американской взрывной компании» неожиданно возникают проблемы — волонтеры мешают ему уничтожать старый «голландский дом» в Бруклине, что мешает полной расчистке площадки для строительства небоскрёба. Вдобавок он находит, что трое его взрослых детей — психолог Дафни, художница Хлоэ и компьютерщик Джимми, получив образование, вовсе не собираются заняться чем-нибудь полезным, а надеются и дальше развлекаться за папенькин счёт.
Стюарт выселяет их в тот самый голландский дом, где юным МакБейнам приходится совсем несладко. Они решают пригласить сюда друзей, надеясь, что те помогут им с оплатой. Хлоэ приводит начинающего кутюрье Лайонела, Джимми — своего приятеля биржевого маклера Тома, а Дафни находит на улице старого фокусника Шитти. И неожиданно сюда приходит симпатичная Шерил, считающая, что в старом особняке особенно сильна магия. Тем самым в старом доме начинает особая богемная жизнь. Хлоэ рисует картины в стиле тромплей, Лайонел создаёт коллекцию авангардных платьев, а Джимми создаёт компьютерную игру, идею для которой берёт из бизнеса отца.
А у того тем временем возникают проблемы — неудачно распорядившись своими акциями на бирже, он теряет компанию и собственность. После долгих блужданий по Нью-Йорку Стюарт оказывается в доме, куда выселил детей. Те, впрочем, не держат на него зла, тем более, что с переходом бизнеса МакБейна под контроль банка их возможность проживания в доме становится проблематичной. В конце концов всю компанию выселяют оттуда, Хлоэ не получает аванс за свои картины, Лайонелу негде показать свою коллекцию. И вот ночью в грозу семейство МакБейнов и их друзей отправляется на поиски нового пристанища, но безуспешно. Неожиданно Джимми приходит в голову идея, что в грозу голландский дом может рухнуть и по естественным причинам. Стюарт ювелирно взрывает здание, что наконец-то освобождает площадку… 
Загородный дом МакБейнов. Хлоэ наконец-то делает последнюю нужную фотографию, где в качестве натурщиков позируют и её брат, и её отец. Лайонел с успехом здесь демонстрирует свою коллекцию. А Стюарт после всех перипетий находит полное взаимопонимание со своими детьми. Все танцуют, а молодые люди признаются девушкам в любви.

## В ролях
- Дэбни Коулмен — Стюарт Макбейн
- Ума Турман — Дафна Макбейн
- Джоанна Кэссиди — Джин
- Криспин Гловер — Лайонел
- Сьюзи Эмис — Хлоэ Макбейн
- Кристофер Пламмер — Шитти
- Дэвид Хьюлетт — Джимми
- Мори Чайкин — Хэрри
- Дилан Уолш — Том
- Кен Поуг — Хэмилтон
- Шейла Келли — Шерил

## Награды
- 1990 Национальное общество кинокритиков США — премия за лучшую операторскую работу.